# Barkald Station
Barkald Station (Barkald stasjon) var en jernbanestation på Rørosbanen, der lå ved bygden Barkald i Alvdal kommune i Norge.
Stationen åbnede for ekspedition af tog, passagerer og gods 1. juli 1878, året efter at den sidste del af banen mellem Koppang og Røros blev taget i brug. Den blev nedgraderet til holdeplads med ekspedition af tog og passagerer 18. december 1933 og til trinbræt 1. november 1985. Betjeningen med persontog blev indstillet 16. juni 2002, og efterfølgende blev stationen helt nedlagt.
Stationsbygningen blev opført til åbningen i 1877 efter tegninger af Peter Andreas Blix. Der er af Opphus-typen ligesom flere andre stationer på Rørosbanen. Bygningen er i dag i privat eje.